# Frank Leslie
Pour les articles homonymes, voir Leslie.
Frank Leslie, né le 29 mars 1821 à Ipswich, en Angleterre et mort le 10 janvier 1880 à New York, est un graveur, illustrateur et éditeur de périodiques familiaux.

## Biographie

### Origines anglaises

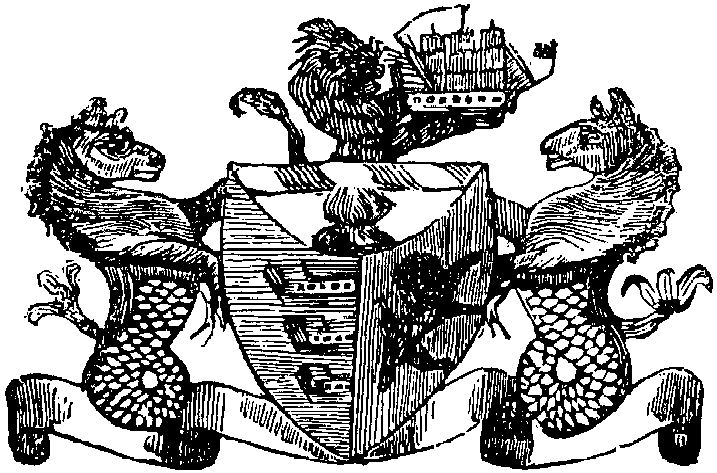
Première gravure sur bois de Frank Leslie : les armoiries de la ville d'Ipswich.

Frank Leslie naît le 29 mars 1821 à Ipswich, en Angleterre, sous le nom de Henry Carter. Il est le fils de Joseph Carter, propriétaire d'une ancienne et prospère entreprise de fabrication de gants. Il étudie dans sa ville natale, puis suit une formation commerciale à Londres. Lorsqu'il se rend à l'école, il passe devant l'atelier d'un orfèvre dont il s'intéresse de près aux ouvriers, en particulier à ceux qui gravent des dessins et des lettres sur divers objets en argent et en or. Il prend note des outils utilisés et de la manière dont ils sont utilisés et acquiert les outils nécessaires pour faire le travail lui-même. À l’âge de 13 ans, il réalise sa première gravure sur bois des armoiries de sa ville natale.
À 17 ans, il est envoyé à Londres pour se familiariser avec la fabrication de gants dans la vaste entreprise de produits secs de son oncle, mais chaque moment qu'il peut arracher à la "morne corvée du bois mort du bureau" est subrepticement consacré au croquis, au dessin ou à la gravure. Son père, son oncle et ses proches découragent tellement ses aspirations artistiques qu'il est contraint de garder son travail secret. Il fournit des croquis à l'Illustrated London News, en les signant Frank Leslie pour garantir son anonymat. Ces esquisses sont si bien accueillies qu'il finit par abandonner le commerce et est nommé surintendant de la gravure pour ce journal. Il devient un expert et un inventeur dans son nouveau travail. C'est là qu'il apprend l'opération connue sous le nom de "overlaying" - le système de régulation des effets d'ombre et de lumière - dans l'impression picturale, un système qu'il est le premier à introduire aux États-Unis.
Il se marie pour la première fois en Angleterre et a trois fils avec sa première femme, Harry, Alfred et Scipion. Il se sépare d'elle en 1860. Il change légalement son nom en Frank Leslie en 1857.

### États-Unis

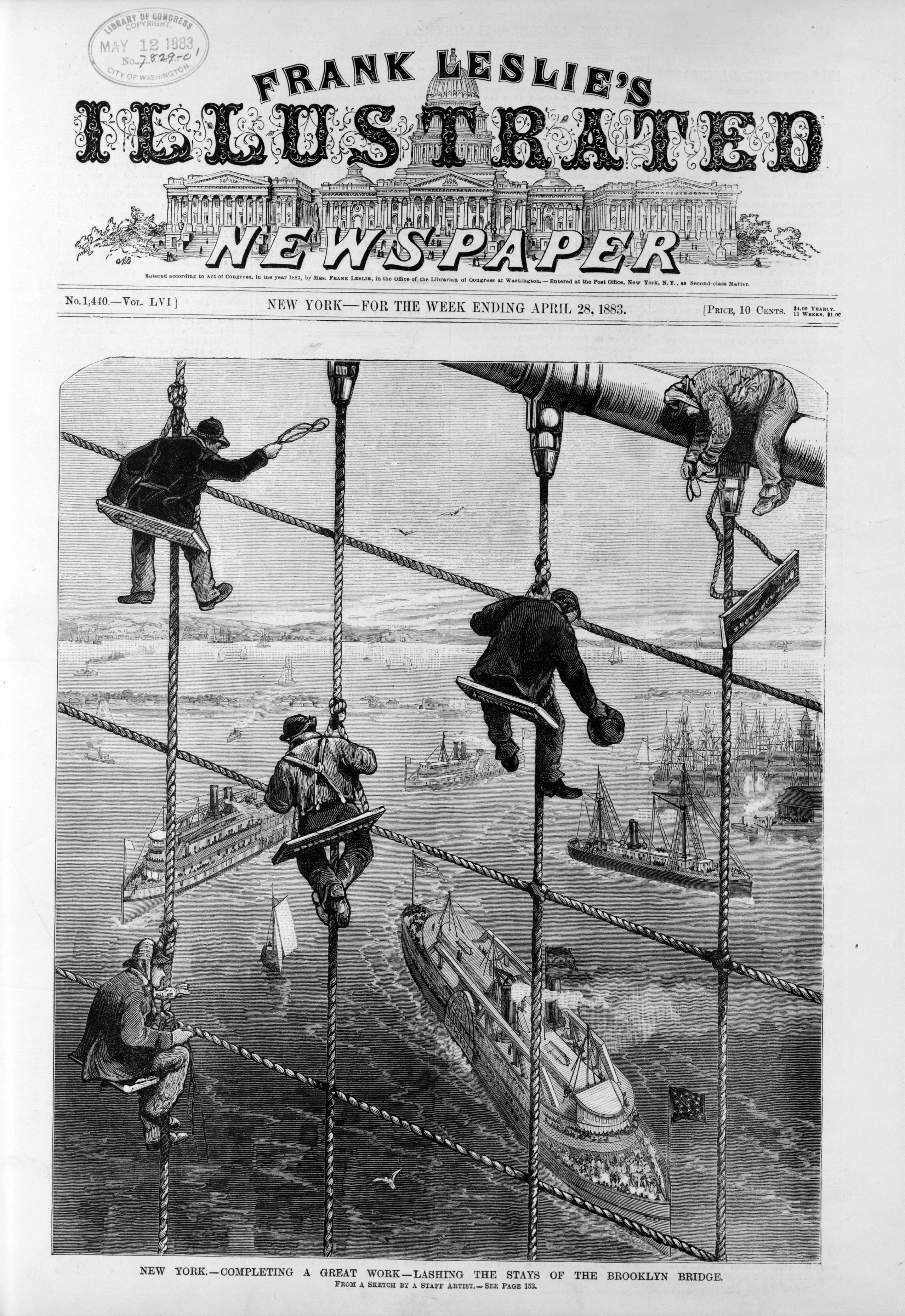
Journal illustré de Frank Leslie, avril 1883.

En 1848, il arrive aux États-Unis,, et travaille en 1852 pour le Gleason's Pictorial à Boston. Il découvre qu'il peut accélérer considérablement le processus de gravure en divisant un dessin en plusieurs petits blocs et en répartissant le travail entre plusieurs graveurs. Un travail de gravure sur bois de grand format, qui aurait pu prendre un mois à un seul graveur, peut être réalisé en une journée par 30 graveurs. 
En 1853, il arrive à New York pour faire des gravures sur bois pour l'éphémère Illustrated News de P. T. Barnum. Après l'échec de cette publication, il commence à publier la première de ses nombreuses entreprises journalistiques illustrées, Frank Leslie's Ladies' Gazette of Fashion and Fancy Needlework, avec de bonnes gravures sur bois réalisées par Leslie & Hooper, un partenariat qui se dissout en 1854. The New York Journal suit bientôt, avec le Frank Leslie's Illustrated Newspaper (1855) (appelé Leslie's Weekly ), The Boy's and Girl's Weekly, The Budget of Fun et bien d'autres. Le Frank Leslie's Illustrated Newspaper, qui comprend aussi bien des nouvelles que des fictions, qui subsiste jusqu'en 1922.
Les illustrations réalisées par Leslie et ses artistes sur les champs de bataille pendant la guerre civile américaine sont réputées pour leur valeur historique. Il est commissaire à l'Exposition de Paris de 1867 et y reçoit un prix pour ses services artistiques.

### Deuxième femme

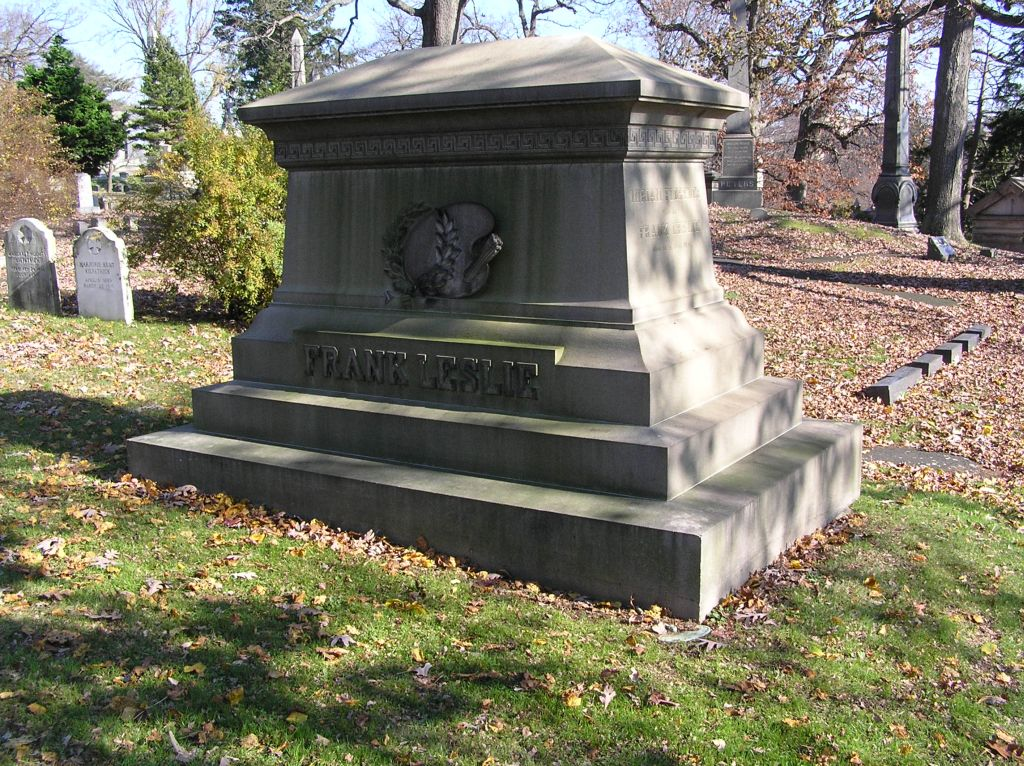
Monument funéraire de Frank Leslie au cimetière de Woodlawn, dans le Bronx, à New York.

Lorsque le rédacteur en chef du Lady's Magazine de Frank Leslie, Ephraim Squier, tombe malade, Miriam Folline Squier se porte volontaire pour le remplacer, tout en continuant à percevoir le salaire du rédacteur en chef malade. Mme Squier occupe le poste de façon permanente ; en 1873, elle divorce de son mari malade et peu de temps après, vers 1874, elle se marie avec Frank Leslie. C'est son deuxième mariage, et le troisième pour elle. Leur résidence d'été, Interlaken, se trouve à Saratoga Springs, New York, où ils reçoivent de nombreuses personnalités. En 1877, ils entreprennent un somptueux voyage en train de New York à San Francisco en compagnie de nombreux amis. Miriam Leslie écrit son livre From Gotham to the Golden Gate racontant l'histoire de ce voyage . Les dépenses liées à ce voyage et à une dépression commerciale laissent l'entreprise de Leslie fortement endettée. 
Frank Leslie accepte sa dernière illustration (de Georgina A. Davis ) en janvier 1880 et meurt le 10 du même mois à New York. Les dettes s'élèvent à 300 000 $ et son testament est contesté. Miriam Leslie prend l'affaire en main et la rentabilise, allant même jusqu'à changer légalement son nom en Frank Leslie en juin 1881. Elle est une féministe notable et une auteure à part entière. Les dépouilles du couple sont inhumées au cimetière de Woodlawn dans le Bronx, à New York.